# Oostplein (metrostation)
Oostplein is een ondergronds station van de Rotterdamse metro. Het station werd geopend op 10 mei 1982, tegelijk met de ingebruikname van de oost-westlijn, later Calandlijn geheten. Vanaf december 2009 wordt het station bediend door de metrolijnen A, B en C. Het metrostation ligt onder het Oostplein aan de oostrand van het centrum van Rotterdam.
De perronwanden zijn versierd met afbeeldingen en beschrijvingen van klassiek materieel van de RET. De afbeeldingen vormen een verwijzing naar het Openbaar Vervoer Museum, dat gevestigd was in een ruimte in de stationshal. Eerder hingen er oude foto's van het Oostplein zelf, waarop onder meer was te zien hoe de grote, vroeg 19e-eeuwse windmolen, die het bombardement op Rotterdam op miraculeuze wijze had overleefd, in 1953 alsnog afbrandde. Boven de ingang van het station is een originele gevelsteen bevestigd van de voormalige  Marinierskazerne Oostplein, die in mei 1940 werd verwoest bij het bombardement op Rotterdam.
Station Oostplein is gelegen aan het centrale deel van de Calandlijn. Bovengronds kan worden overgestapt op tramlijnen 1 en 11.
Het station ligt nabij het Havenziekenhuis, hetgeen ook wordt omgeroepen in de metrostellen.

## Tram
| Lijn | Route | Bijzonderheden                     |
| ---- | --- | ---------------------------------- |
| 1    | De Esch - Woudestein - Oostplein - Station Blaak - Beurs - Stadhuis - Rotterdam Centraal - Marconiplein - Station Schiedam Centrum - Parkweg - Station Schiedam Nieuwland - Holy     |                                    |
| 11   | De Esch - Woudestein - Oostplein - Station Blaak - Beurs - Stadhuis - Rotterdam Centraal - Marconiplein - Station Schiedam Centrum - Parkweg - Station Schiedam Nieuwland - Woudhoek | Na 19:30 uur rijdt deze lijn niet. |

## Foto's

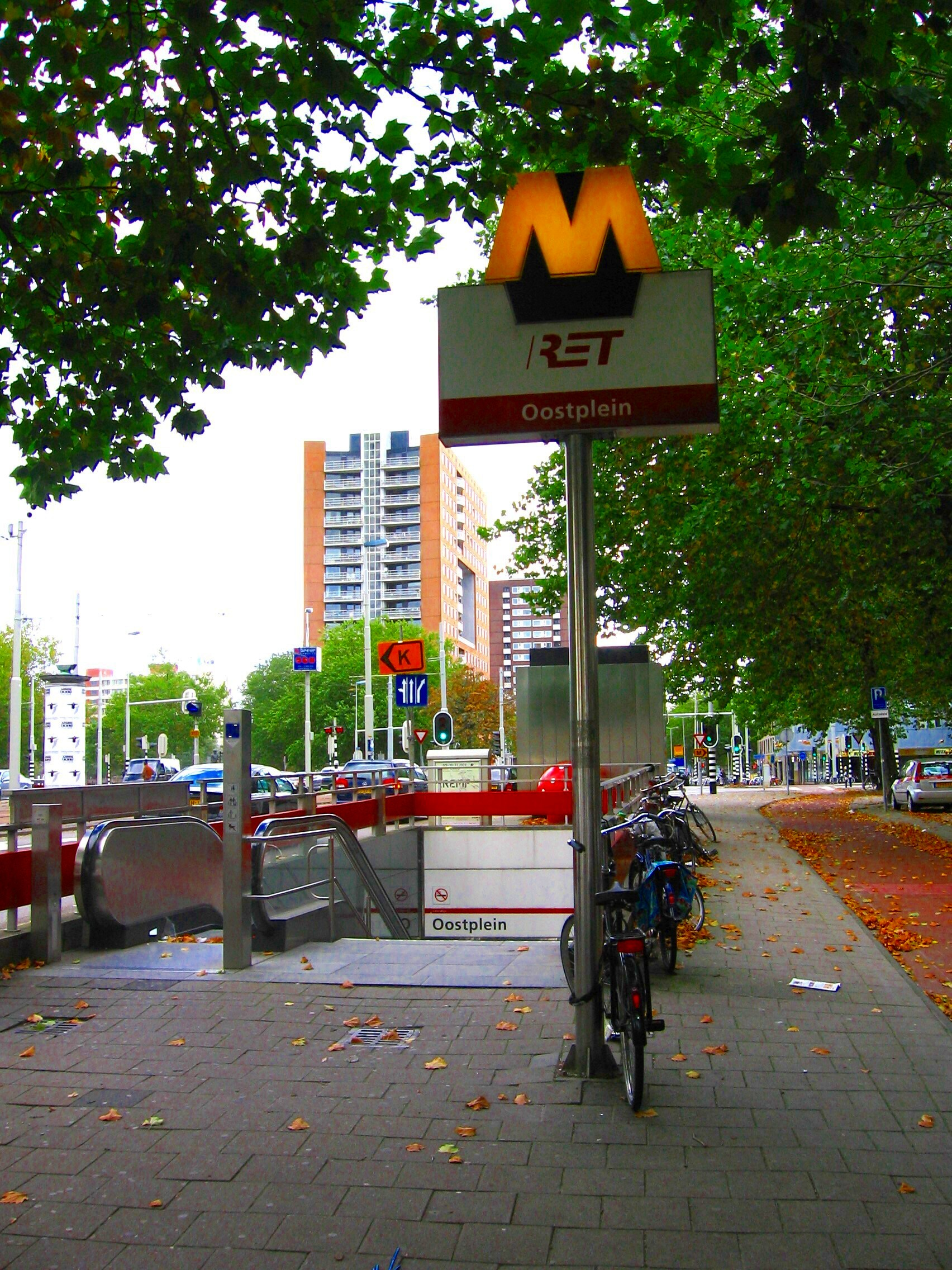
Een andere ingang van het station.
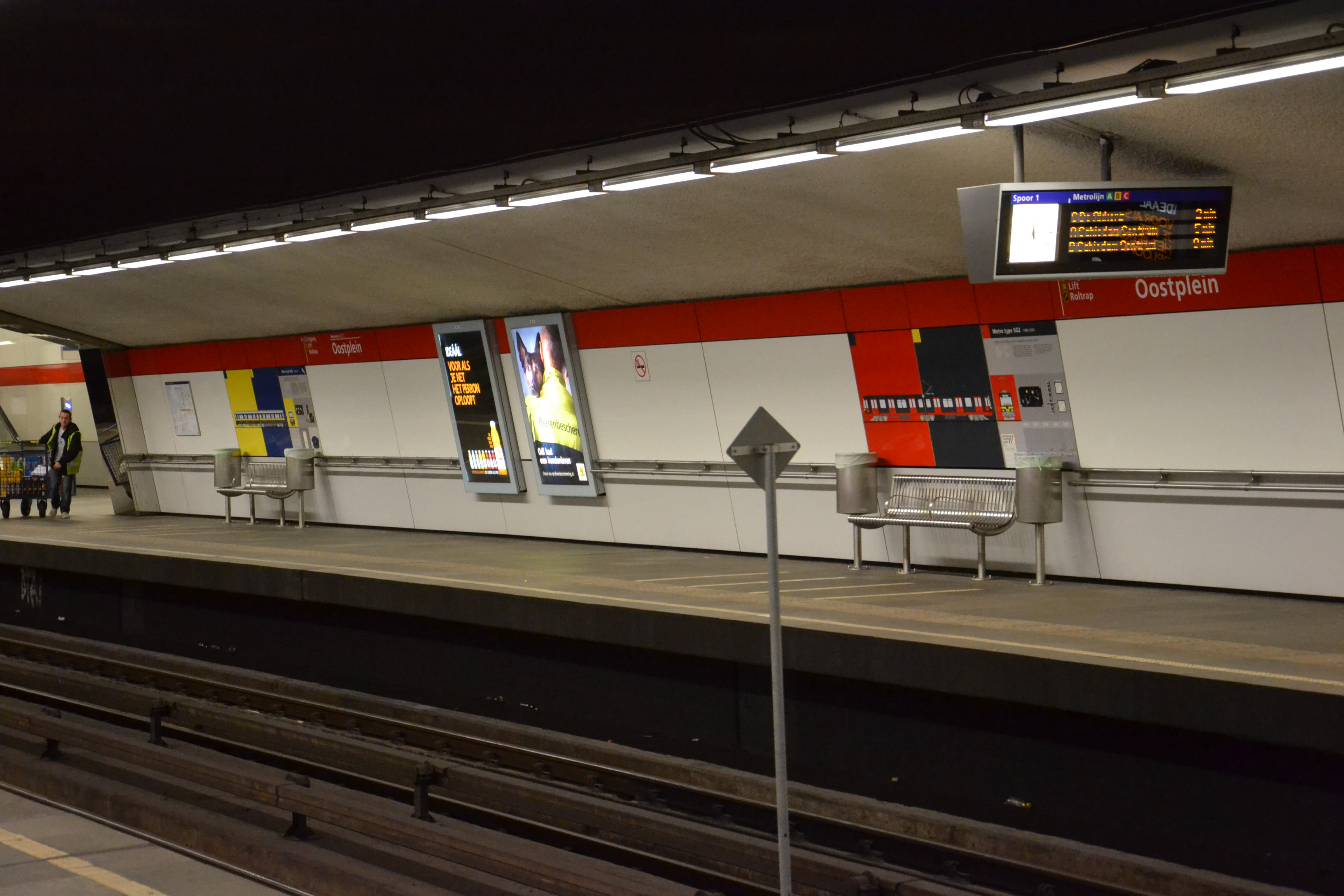
Afbeeldingen van metrotreinstellen in het station.
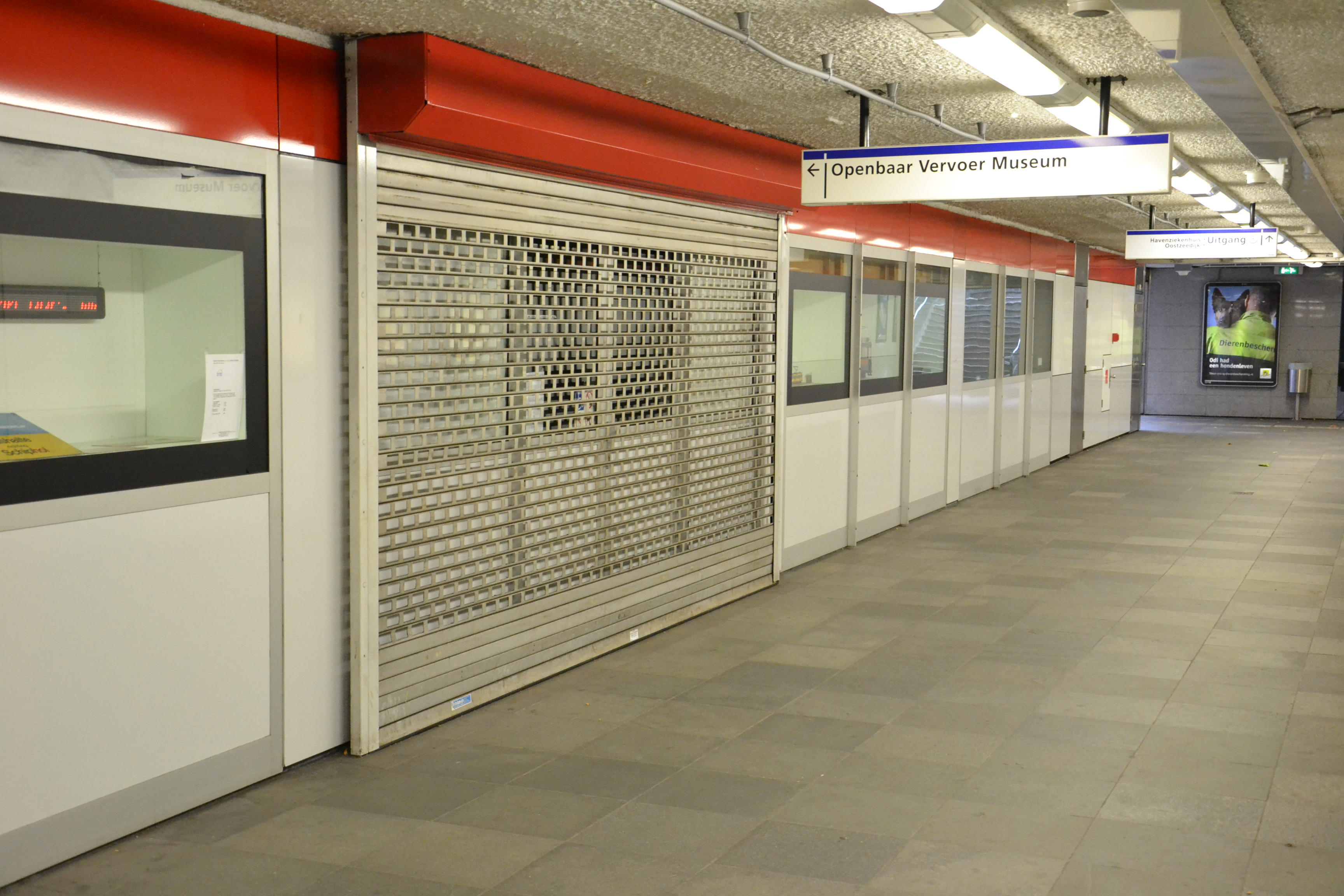
De ingang van het Openbaar Vervoer Museum. (Hier gesloten)

Binnenhof · Romeynshof · Graskruid · Alexander  · Oosterflank · Prinsenlaan · Schenkel · Capelsebrug · Kralingse Zoom · Voorschoterlaan · Gerdesiaweg · Oostplein · Blaak  · Beurs · Eendrachtsplein · Dijkzigt · Coolhaven · Delfshaven · Marconiplein · Schiedam Centrum  · Schiedam Nieuwland · Vlaardingen Oost · Vlaardingen Centrum · Vlaardingen West
Nesselande · De Tochten · Ambachtsland · Nieuw Verlaat · Hesseplaats · Graskruid · Alexander  · Oosterflank · Prinsenlaan · Schenkel · Capelsebrug · Kralingse Zoom · Voorschoterlaan · Gerdesiaweg · Oostplein · Blaak  · Beurs · Eendrachtsplein · Dijkzigt · Coolhaven · Delfshaven · Marconiplein · Schiedam Centrum  · Schiedam Nieuwland · Vlaardingen Oost · Vlaardingen Centrum · Vlaardingen West · Maassluis Centrum · Maassluis West · Steendijkpolder · Hoek van Holland Haven · Hoek van Holland Strand
De Terp · Capelle Centrum · Slotlaan · Capelsebrug · Kralingse Zoom · Voorschoterlaan · Gerdesiaweg · Oostplein · Blaak  · Beurs · Eendrachtsplein · Dijkzigt · Coolhaven · Delfshaven · Marconiplein · Schiedam Centrum  · Parkweg · Troelstralaan · Vijfsluizen · Pernis · Tussenwater · Hoogvliet · Zalmplaat · Spijkenisse Centrum · Heemraadlaan · De Akkers